# La Baronia de Rialb
La Baronia de Rialb è un comune spagnolo di 253 abitanti (2013) situato nella provincia di Lleida (Catalogna).